# Ben Ivory
Ben Ivory (* 12. November 1982 in Berlin) ist ein deutscher Sänger und ein Model.

## Leben
Ivory entdeckte bereits im Alter von sechs Jahren seine Liebe zur Musik und gründete mit 14 Jahren seine erste Band.

### SplinterX

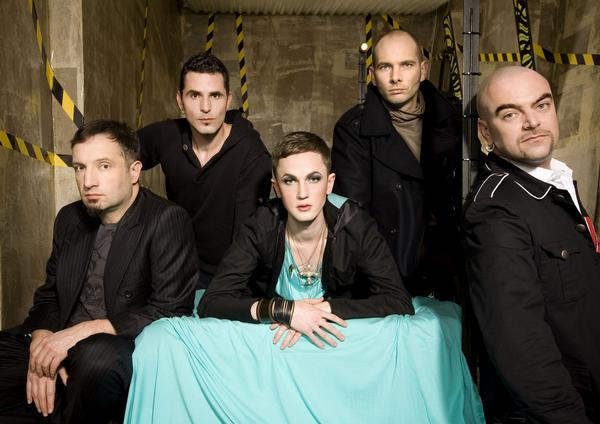
SplinterX mit Ben Ivory (Mitte)

Die zunächst labellose Band existierte von 2006 bis 2009. Am 29. Juni 2007 veröffentlichten sie ihr Album The Sound Of Revelation bei Neo Rabazc. Neben Ben spielten in der Band: Oliver Bienert (Gitarre), Michar Elend (Bass), Chris Schindelwig (Drums) und AmA DeuS (Keys, Synths, Orchestration), welcher nach dem Erscheinen des Albums durch Stefan Ost (Synthesizer) ersetzt wurde.
Zusammen mit dem Modedesigner Kilian Kerner verbanden sie Mode und Musik und wurden als Best Fashion Music Act 2009 ausgezeichnet.

### Solo-Karriere
Die erste offizielle Solo-Single Better Love wurde am 7. September 2012 als Download veröffentlicht und erreichte Platz 3 der Deutschen Club-Charts.
 Mit der zweiten Auskopplung The Righteous Ones nahm er 2013 am deutschen Vorentscheid zum Eurovision Song Contest teil und belegte den siebten Platz. Seinen bürgerlichen Namen möchte der Berliner seitdem nicht mehr veröffentlicht sehen.
Sein erstes Soloalbum Neon Cathedral erschien am 24. Mai 2013. Im selben Jahr ging er auf Deutschland-Tournee.
Unter anderem hatte Ivory einen Live-Auftritt auf dem Amphi Festival im Juli 2013.
Seine Musik wird von der Warner Music Group vermarktet.

## Diskografie

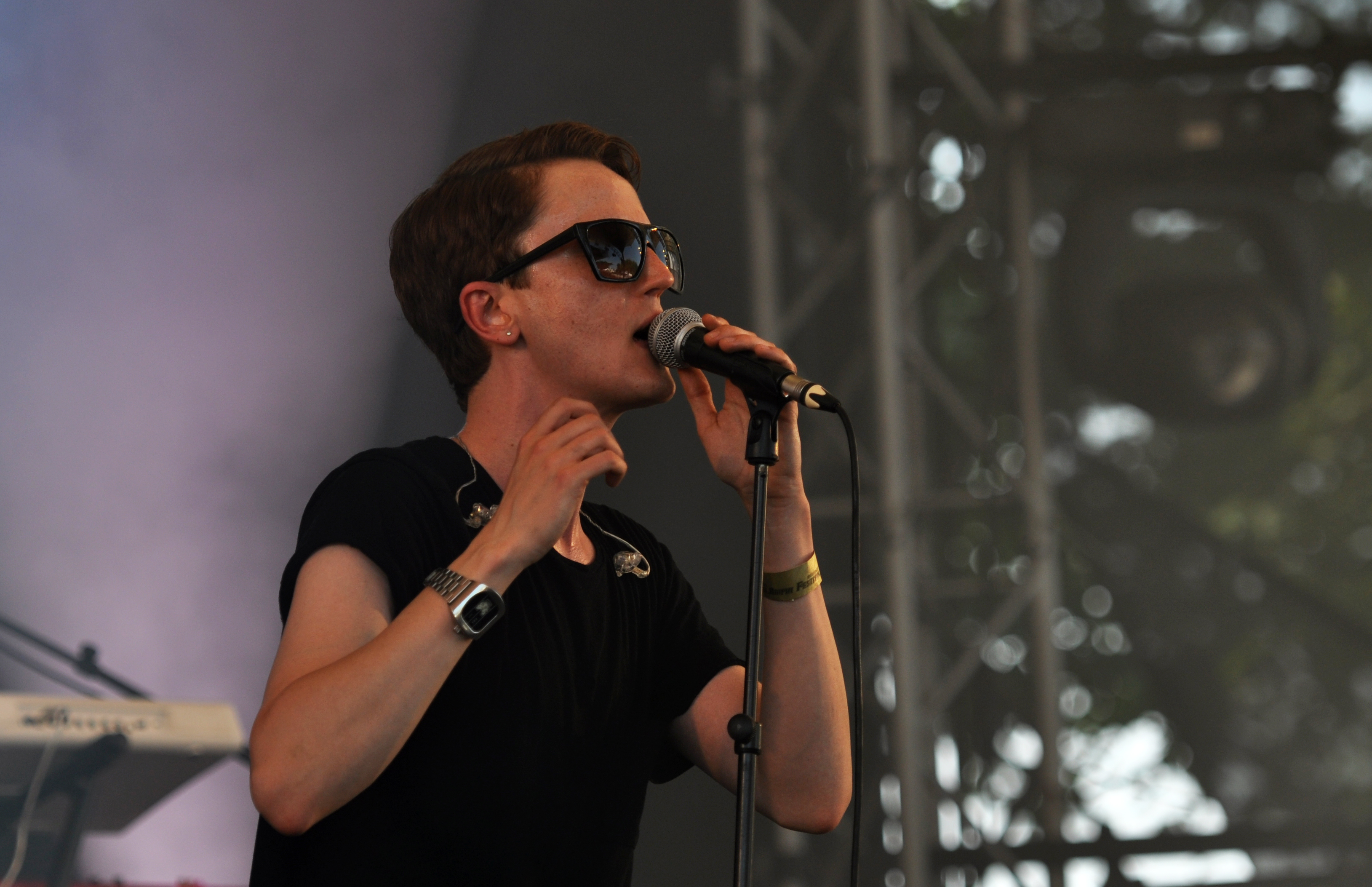
Ben Ivory beim Amphi Festival 2013

Studioalben
- 2013: Neon Cathedral

Singles
- 2010: Perfect Stranger
- 2010: Strobelights
- 2012: Better Love
- 2013: The Righteous Ones
- 2013: Disconnected
- 2016: Gold
- 2019: Blowback